# Knots Landing
Knots Landing  var en amerikansk sæbeopera, som blev vist i USA fra 1979 til 1993, og var et spin-off fra tv-serien Dallas. Idéen til serien blev skabt før Dallas, men det lykkedes ikke producenterne at sælge den til noget tv-selskab. Serien bestod af 344 afsnit, noget færre end Dallas, men var en succes i USA indtil maj 1993. Nogle afsnit blev vist på den danske TV3 fra 1988 til sommeren 1997 (de første 9 sæsoner af 14 i alt). Serien var sendt efter 1990 med titlen Glitter.
Sæbeoperaen handler om livet hos fire ægtepar, der bor på en blind vej i det sydlige Californien. Hovedrollerne omfatter Gary og Val (Ted Shackelford og Joan Van Ark), der flyttede fra Texas, blev gift, skilt og gift igen; Karen (Michele Lee), som bliver enke, kun for at gifte sig igen med en advokat; og Abby (Donna Mills), Karens første mands lillesøster, der var skurken i serien, som går i seng med mange gifte mænd, og ødelægger folks liv.

## Personer
- Gary Ewing – Ted Shackelford
- Valene "Val" Ewing (senere Gibson og Waleska) – Joan Van Ark
- Karen Fairgate (senere MacKenzie) – Michele Lee
- Abby Cunningham (senere Ewing) – Donna Mills
- Mack MacKenzie – Kevin Dobson
- Greg Sumner – William Devane
- Laura Avery (senere Sumner) – Constance McCashin
- Lilimae Clements – Julie Harris
- Paige Matheson – Nicollette Sheridan